# Monte Spurr
O Monte Spurr é um estratovulcão ativo na Península de Kenai, no Alasca, Estados Unidos. Faz parte da cordilheira das Montanhas Tordrillo.

## Geografia
O Monte Spurr está localizado a aproximadamente 130 km a oeste de Anchorage, nas margens do Lago Chakachamna, dentro da região montanhosa da Cordilheira Aleuta. É coberto parcialmente por geleiras e é cercado por terrenos acidentados.
- Localização: Cordilheira Aleuta, sudoeste do Alasca
- Coordenadas: 61°17′N 152°15′W
- Altitude: 3.374 metros
- Proximidade urbana: ~130 km de Anchorage
- Complexo vulcânico: Inclui o cume principal e uma cratera lateral conhecida como "Cratera Spurr" (Spurr Crater)

## Geologia
O Monte Spurr é um estratovulcão andesítico-dacítico, formado por sucessivas erupções explosivas e fluxos de lava. Sua geologia inclui uma cúpula de lava central, encostas glaciais e depósitos piroclásticos. A atividade está relacionada à subducção da Placa do Pacífico sob a Placa Norte-Americana no Anel de Fogo do Pacífico.
- Tipo: Estratovulcão
- Composição: Andesito, dacito, cinzas e tefras
- Características: Cume principal e cratera ativa localizada a sudoeste

## Atividade vulcânica
O Monte Spurr tem um histórico de erupções significativas, especialmente nas últimas décadas, com impacto direto em Anchorage e áreas ao redor.

### Erupções conhecidas:
- 1953: Erupção moderada na cratera lateral
- 1992: Erupção explosiva em julho, com emissão de cinzas que atingiram Anchorage. A pluma vulcânica atingiu cerca de 14 km de altitude, interrompendo tráfego aéreo e causando quedas de cinzas na cidade
- Desde 2004: Aumento de atividade sísmica e térmica sem erupção confirmada, levando à instalação de mais equipamentos de monitoramento

## Monitoramento
Devido à sua localização próxima a uma das maiores cidades do Alasca, o Monte Spurr é uma das prioridades do Alaska Volcano Observatory (AVO). O monitoramento é feito através de:
- Estações sísmicas e infrassônicas
- Sensores de gás (SO₂, CO₂)
- Câmeras de alta definição
- Imagens de satélite térmicas e ópticas

O vulcão permanece em nível de alerta verde, mas com atenção contínua a sinais de reativação.

## Impactos e riscos
O Monte Spurr representa risco elevado à aviação e à saúde pública devido à possível emissão de cinzas em direção a Anchorage e ao Aeroporto Internacional Ted Stevens.
- Risco aéreo: Tráfego intenso de aeronaves na região
- Risco urbano: Cinzas podem afetar infraestrutura, saúde respiratória e redes elétricas
- Possibilidade de lahars: Associados ao derretimento de geleiras

## Nome
O Monte Spurr foi nomeado em homenagem a Josiah Edward Spurr, geólogo do United States Geological Survey (USGS) que realizou expedições na região no final do século XIX.